# Черноопашат крайбрежен бекас
Черноопашатият крайбрежен бекас (Limosa limosa) е птица от семейство Бекасови. Среща се и в България. Черноопашатият крайбрежен бекас е сравнително голяма, дългокрака и дългоклюна птица, която е описана за първи път от шведския природоизпитател Карл Линей през 1758 година. В рамките на вида се разпознават три подвида, но при всички специфичната окраска на главата, гушата и гърдите е сходна.
Размножителния ареал започва от Исландия, през Европа до централна Азия. Черноопашатият крайбрежен бекас прекарва зимата в области като Австралия, западна и южна Европа, както и западна Африка. Видът гнезди около езера, блата, мочурища и речни естуари. Световната популация на черноопашатия крайбрежен бекас наброява между 634 000 и 805 000 индивида, поради което природозащитния статус на птицата е почти застрашен.

## Физически характеристики
Черноопашатия крайбрежен бекас е сравнително голяма птица с дълга човка (от 7,5 до 12 cm), дълъг врат и крайници. По време на размножителния сезон, цвета на клюна се променя в жлътеникав или дори оранжев с много тъмен връх, докато през зимата цвета на клюна е розов. Краката са тъмно сиви, кафяви или черни. Няма изявен полов диморфизъм, но по време на размножителния период мъжките са малко по-светли, с по-наситени оранжеви гърди, глава и шия. През зимата, възрастните екземпляри оформят сиво-кафяво оперение. Малките имат светли оранжеви области по врата и гърдите.
На размери достига до 42 cm от клюна до опашката, с размах на крилата от 70 до 82 cm. Мъжките тежат около 280 g, докато женските са около 340 g. Женските по правило са и малко по-големи на размери от мъжките, средно с около 5%, с малко по-дълъг клюн (средно с 12 – 15%).

## Таксономия
Видът е за първи път описан, като Scolopax limosa от Карл Линей през 1758 година. Видовото име е взето от латинската дума limus, означаваща кал. Съвременната класификация пречислява вида към род Крайбрежни бекаси (Limosa) от семейство Бекасови (Scolopacidae). Известни са три подвида:
- L. limosa limosa, или европейски черноопашат крайбрежен бекас, който се среща в западна и централна Европа, централна Азия и азиатската част на Русия до Енисейската река[8]. Главата, врата и гърдите са светло оранжеви[4].

- L. limosa islandica, или исландски черноопашат крайбрежен бекас, който се среща предимно в Исландия, но също така и на Ферьорските, Шетландските и Лофотенските острови. Има по-къси крака, клюн и има малко по-ръждивокафява окраска на корема, в сравнение с номиналния подвид limosa[4].

- L. limosa melanuroides, или азиатски черноопашат крайбрежен бекас, който се среща в Монголия, северен Китай, Сибир и източна Русия[8]. Оперението е сходно с това на исландския подвид, но размерите на птиците са по-малки[4].

## Разпространение
Черноопашатите крайбрежни бекаси от исландската популация прекарват зимата в малко по-топлите части на Великобритания, Ирландия, Франция и Холандия, но някои достигат и значително по-южни области като Испания, Португалия и дори Мароко. Птиците от подвида L. limosa limosa от западна Европа мигрират до Мароко, Сенегал и Гвинея-Бисау, а представителите на вида от източна Европа мигрират към Алжир, Тунис, Мали и Чад. Младите индивиди от европейските популации прекарват първата си зима в Африка и се завръщат в Европа едва на втората си година. Азиатските популации прекарват зимата в Австралия, Тайван, Филипините, Индонезия и Папуа Нова Гвинея.
Черноопашатият крайбрежен бекас е много по-вероятно да бъде намерен във вътрешноконтинентални мочурливи места, в сравнение с пъстроопашатия крайбрежен бекас, който предпочита крайбрежия. Като правило черноопашатите крайбрежни бекаси са миграционни птици, които летят на ята през зимата към западна Европа, Африка, южна Азия и Австралия. Въпреки че птици от вида черноопашат крайбрежен бекас се забелязват във Великобритания и Ирландия през цялата година, това не съща едни и същи екземпляри. Местните отлитат на юг за размножаване, докато на тяхно място идват индивиди от Исландия. Отделни индивиди от черноопашат крайбрежен бекас са забелязвани на Алеутските острови и много рядко по атлантическото крайбрежие на Северна Америка.
Изчисленията за световната популяция на черноопашатия крайбрежен бекас варира между 634 000 и 805 000 индивида в ареал с обща площ 7 180 000 km. През 2006 година БърдЛайф Интернешънъл класифицира тези черноопашатите крайбрежни бекаси като вид почти застрашен от изчезване, тъй като числеността е намаляла с 25% през последните 15 години.

## Начин на живот и хранене
Нормалното местообитание на черноопашатия крайбрежен бекас включва речни долини, разлетите части на езерата, наводнени тревни площи, блата и мочурища. Част от европейската популация се среща и в ниски тревисти местности, крайбрежни блата, пасища, водни площи около рибарници и отводнителни канали. В Холандия и Германия, бекасите обитават и земеделски площи от оризища и картофени полета.
През пролетта, черноопашатите крайбрежни бекаси се местят в места с високи треви, където намират храна, но също така и в глинести речни естуари. В зимните местообитания в Африка, птиците се заселват в блата, наводнени площи и напоителни системи. В Индия черноопашатия крайбрежен бекас обитава басейни на реки, езера и тресавища, много рядко около бракични води на езера, речни естуари и потоци.
Черноопашатите крайбрежни бекаси се хранят с безгръбначни, но също така и с водни растения през зимата или по време на миграцията си на юг. През размножителния сезон се хранят с бръмбари, мухи, скакалци, водни кончета, стоножки, прешленести червеи и мекотели. Много рядко поглъщат хайвер от риби, както и яйца на жаби и попови лъжички. Във водата метода на хранене е чрез потапяне на клюна и опипване, с много висока честота. На земята черноопашатия крайбрежен бекас отново опипва земята с клюна си и поема храна предимно от повърхносния слой почва.

## Размножаване
Черноопашатият крайбрежен бекас е предимно моногамен, въпреки че в рамките на четиригодишно изследване на 50 – 60 двойки са наблюдавани случаи и на бигамност (двама брачни партньори за една птица) и е възможно това да е нормално. Проучване сред исландската популация показва, че ако единия от партньорите не пристигне навреме, се наблюдава своеобразен „развод“. Птиците от вида гнездят в относително рядко населени колонии. Самотните мъжкари защитават определена територия и се опитват да привлекат женска с показване на оперението си. Няколко гнездови дупки се издълбават далеч от територията за чифтосване, като се защитават от други бекаси. Когато се положат яйца в една от дупките, територията от 30 до 50 m около гнездото започва да се охранява. Самото гнездо представлява плитка дупка в земята, обикновено на място с малко растителност. Яйцата могат да се покрият с растения от мътещия родител.
В едно гнездо има обикновено от три до шест яйца, на цвят маслинено-зелени до тъмно кафяви. Размерите им са от 55 на 37 m, а на тегло достигат до 39 g. Инкубацията трае от 22 до 24 дни и мътенето става и от двамата родители. След излюпването си, малките се прикриват в околните местообитания сред гъста растителност или в редица укрития. Малките се сдобиват с пера за около 25 до 30 дена.

## Взаимоотношения с хората
В Европа черноопашатия крайбрежен бекас е обект на лов единствено във Франция, където годишно се убиват от 6000 до 8000 екземпляра. Това дава допълнителен стрес в западноевропейските популации, което е и причина за намесата на Европейската комисия с план за опазването на птиците от този вид. В Англия дълги години месото на черноопашатия крайбрежен бекас се е считало за деликатес.